# Ministério das Infraestruturas (Portugal)
O Ministério das Infraestruturas é um departamento do Governo de Portugal, responsável pela construção e manutenção das infrasestruturas públicas. 
O Ministério das Infraestruturas foi criado em 1946 a partir da separação, em dois departamentos, do Ministério das Obras Públicas e Comunicações. Até 1974, foi responsável por coordenar a política de obras públicas do Estado Novo.
Depois do 25 de abril de 1974, o MOP foi extinto, sendo as suas funções assumidas pelo então criado, Ministério do Equipamento Social e do Ambiente. 
Em 1975 o Ministério das Obras Públicas foi restaurado. Em 1978 absorveu as funções do, então extinto, Ministério da Habitação, Urbanismo e Construção, passando a denominar-se "Ministério da Habitação e Obras Públicas". 
Em 1981 fundiu-se com o Ministério dos Transportes e Comunicações, dando origem ao Ministério da Habitação, Obras Públicas e Transportes.

## Organização
Em 1974, o MOP estruturava-se do seguinte modo:
- Ministro das Obras Públicas
  - Secretário de Estado do Urbanismo e Habitação
    - Gabinete do Ministro
    - Secretaria-Geral
    - Junta Autónoma de Estradas
    - Direcção-Geral dos Edifícios e Monumentos Nacionais
    - Direcção-Geral dos Serviços Hidráulicos
    - Direcção-Geral dos Serviços de Urbanização
    - Direcção-Geral das Construções Hospitalares
    - Direcção-Geral das Construções Escolares
    - Laboratório Nacional de Engenharia Civil
    - Comissão Administrativa das Novas Instalações das Forças Armadas
    - Fundo de Fomento da Habitação